# Црква Покрова Пресвете Богородице у Броду
Црква Покрова Пресвете Богородице у Броду, насељеном месту и седишту општине Брод припада Епархији зворничко-тузланској Српске православне цркве.
Данашња црква је грађена је на темељима старог храма, који су порушиле 1992. године Хрватске оружане снаге. Тај старији храм у Броду освештао је 14. октобра 1890. године митрополит зворничко-тузлански Дионисије II Илијевић.

## Изградња цркве
Градња храма посвећеног Покрову пресвете Богородице, почела је 1999. године, на темељима димензија основе 28х18m, према пројекту Бироа „Дата-пројект” из Бање Луке. Темеље је освештао је 14. октобра 1999. године епископ зворничко-тузлански Василије. Грађевински радови завршени су 2009. године и освештан 29. августа исте године, од стране епископа зворничко-тузланског Василија. Кума храма била је Смиљка Ракић из Славонског Брода.
По освећењу, сутрадан 30. августа 2009. године служена је саборна света архијерејска Литургија. Литургију су служили митрополити митилински Јаков и црногорско-приморски Амфилохије, те епископи: зворничко-тузлански Василије, бачки Иринеј, врањски Пахомије, браничевски Игнатије, славонски Сава, милешевски Филарет и будимљанско-никшићки Јоаникије. Светој архијерејској Литургији присуствовали су и чланови политичког врха Републике Српске на челу са предсједником Владе Милорадом Додиком, те амбасадори Републике Грчке и Руске Федерације. 
Иконостас је по благослову митрополита Митилинског Јакова дар Митрополије митилинске (Митилини) из Грчке. Израђен је од ораховог и маслиновог дрвета у радионици породице Димитриоса Камараса из села Ајасоса, град Митилини на острву Лезбосу. Иконостас је рађен две године, а на његовој изради радило је десет људи. Иконе су живописане у јеном од Атинских атељеа иконописа. Храм од 2011. године живописао је Борислав Живковић из Кикинде.
Парохијске матичне књиге: рођених и крштених, венчаних и умрлих воде се од 1879. године. Парохија има Домовник из 1832. године.